# Gran Premio motociclistico di Francia 2010
Il Gran Premio motociclistico di Francia 2010 corso il 23 maggio, è il terzo Gran Premio della stagione 2010. La gara si è disputata a Le Mans, sul circuito Bugatti.

## Prove e Qualifiche

### Classe 125
Le prime sessioni di prove sono state dominate da Pol Espargaró (Derbi), mentre la pole position è andata a Nicolás Terol (Aprilia). 
Risultati dopo le qualifiche: 
- 1 =  Nicolás Terol - Aprilia 1'43.719
- 2 =  Pol Espargaró - Derbi 1'43.864
- 3 =  Sandro Cortese - Derbi 1'44.118

### Moto2
Nelle prime sessioni di prove i più veloci sono stati Jules Cluzel (Suter) e Toni Elías (Moriwaki), mentre la pole è andata a Kenny Noyes (Promoharris). 
Risultati dopo le qualifiche: 
- 1 =  Kenny Noyes - Promoharris 1'39.234
- 2 =  Yūki Takahashi - Tech 3 1'39.265
- 3 =  Alex Debón - FTR 1'39.320

### MotoGP
Nelle sessioni di prove il pilota più veloce è stato Valentino Rossi (Yamaha) (1'34.402), seguito da Casey Stoner su Ducati e Jorge Lorenzo (Yamaha). Nella seconda sessione il migliore è Stoner (1'34.209) seguito da Lorenzo e Rossi. 
| Pos | Nº | Pilota           | Tempo    |
| --- | -- | ---------------- | -------- |
| 1   | 46 | Valentino Rossi  | 1'33.408 |
| 2   | 99 | Jorge Lorenzo    | 1'33.462 |
| 3   | 26 | Dani Pedrosa     | 1'33.573 |
| 4   | 27 | Casey Stoner     | 1'33.824 |
| 5   | 69 | Nicky Hayden     | 1'33.845 |
| 6   | 14 | Randy de Puniet  | 1'34.074 |
| 7   | 4  | Andrea Dovizioso | 1'34.204 |
| 8   | 5  | Colin Edwards    | 1'34.304 |
| 9   | 65 | Loris Capirossi  | 1'34.306 |
| 10  | 41 | Aleix Espargaró  | 1'34.514 |
| 11  | 33 | Marco Melandri   | 1'34.523 |
| 12  | 11 | Ben Spies        | 1'34.920 |
| 13  | 58 | Marco Simoncelli | 1'34.942 |
| 14  | 7  | Hiroshi Aoyama   | 1'34.979 |
| 15  | 40 | Héctor Barberá   | 1'35.323 |
| 16  | 36 | Mika Kallio      | 1'35.810 |

## MotoGP

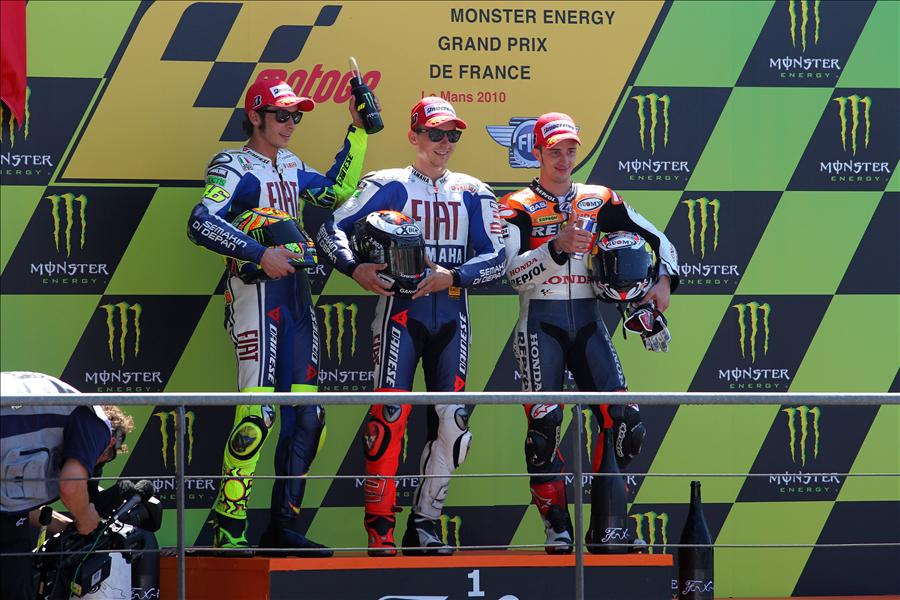
Rossi, Lorenzo e Dovizioso, sul palco di premiazione del podio dopo aver concluso rispettivamente al secondo, primo e terzo posto la gara della classe MotoGP

Álvaro Bautista non prende parte al Gran Premio a causa di una caduta nella seconda sessione di prove libere. A impedirgli di partecipare alla gara è stata però la frattura alla clavicola sinistra rimediata in allenamento in motocross una decina di giorni prima del Gran Premio.

### Arrivati al traguardo
| Pos | Nº | Pilota           | Squadra                 | Motocicletta | Giri | Tempo     | Griglia | Punti |
| --- | -- | ---------------- | ----------------------- | ------------ | ---- | --------- | ------- | ----- |
| 1   | 99 | Jorge Lorenzo    | Fiat Yamaha             | Yamaha       | 28   | 44'29.114 | 2       | 25    |
| 2   | 46 | Valentino Rossi  | Fiat Yamaha             | Yamaha       | 28   | +5.672    | 1       | 20    |
| 3   | 4  | Andrea Dovizioso | Repsol Honda            | Honda        | 28   | +7.872    | 7       | 16    |
| 4   | 69 | Nicky Hayden     | Ducati Marlboro         | Ducati       | 28   | +9.346    | 5       | 13    |
| 5   | 26 | Dani Pedrosa     | Repsol Honda            | Honda        | 28   | +12.613   | 3       | 11    |
| 6   | 33 | Marco Melandri   | San Carlo Honda Gresini | Honda        | 28   | +21.918   | 11      | 10    |
| 7   | 14 | Randy de Puniet  | LCR Honda               | Honda        | 28   | +29.288   | 6       | 9     |
| 8   | 40 | Héctor Barberá   | Paginas Amarillas Aspar | Ducati       | 28   | +33.128   | 15      | 8     |
| 9   | 41 | Aleix Espargaró  | Pramac Racing           | Ducati       | 28   | +33.493   | 10      | 7     |
| 10  | 58 | Marco Simoncelli | San Carlo Honda Gresini | Honda        | 28   | +33.805   | 13      | 6     |
| 11  | 7  | Hiroshi Aoyama   | Interwetten Honda       | Honda        | 28   | +34.346   | 14      | 5     |
| 12  | 5  | Colin Edwards    | Monster Yamaha Tech 3   | Yamaha       | 28   | +37.123   | 8       | 4     |
| 13  | 36 | Mika Kallio      | Pramac Racing           | Ducati       | 28   | +55.061   | 16      | 3     |

### Ritirati
| Nº | Pilota          | Squadra               | Motocicletta | Giri | Griglia |
| -- | --------------- | --------------------- | ------------ | ---- | ------- |
| 65 | Loris Capirossi | Rizla Suzuki          | Suzuki       | 6    | 9       |
| 11 | Ben Spies       | Monster Yamaha Tech 3 | Yamaha       | 6    | 12      |
| 27 | Casey Stoner    | Ducati Marlboro       | Ducati       | 2    | 4       |

### Non partito
| Nº | Pilota          | Squadra      | Motocicletta |
| -- | --------------- | ------------ | ------------ |
| 19 | Álvaro Bautista | Rizla Suzuki | Suzuki       |

## Moto2
In questo classe partecipa Xavier Siméon su Moriwaki con lo status di wildcard.

### Arrivati al traguardo
| Pos | Nº | Pilota              | Squadra                      | Motocicletta | Giri | Tempo     | Griglia | Punti |
| --- | -- | ------------------- | ---------------------------- | ------------ | ---- | --------- | ------- | ----- |
| 1   | 24 | Toni Elías          | Gresini Racing               | Moriwaki     | 26   | 43:29.277 | 7       | 25    |
| 2   | 60 | Julián Simón        | Mapfre Aspar                 | Suter        | 26   | +1.336    | 9       | 20    |
| 3   | 3  | Simone Corsi        | JIR Moto2                    | MotoBi       | 26   | +2.831    | 8       | 16    |
| 4   | 29 | Andrea Iannone      | Fimmco Speed Up              | Speed Up     | 26   | +4.880    | 14      | 13    |
| 5   | 2  | Gábor Talmácsi      | Fimmco Speed Up              | Speed Up     | 26   | +13.293   | 19      | 11    |
| 6   | 40 | Sergio Gadea        | Tenerife 40 Pons             | Pons Kalex   | 26   | +13.415   | 6       | 10    |
| 7   | 14 | Ratthapark Wilairot | Thai Honda PTT Singha SAG    | Bimota       | 26   | +14.294   | 12      | 9     |
| 8   | 10 | Fonsi Nieto         | Holiday Gym G22              | Moriwaki     | 26   | +14.554   | 5       | 8     |
| 9   | 65 | Stefan Bradl        | Viessmann Kiefer Racing      | Suter        | 26   | +23.503   | 35      | 7     |
| 10  | 44 | Roberto Rolfo       | Italtrans S.T.R.             | Suter        | 26   | +23.687   | 10      | 6     |
| 11  | 45 | Scott Redding       | Marc VDS Racing              | Suter        | 26   | +23.959   | 21      | 5     |
| 12  | 68 | Yonny Hernández     | Blusens-STX                  | BQR-Moto2    | 26   | +24.955   | 24      | 4     |
| 13  | 52 | Lukáš Pešek         | Matteoni CP Racing           | Moriwaki     | 26   | +25.068   | 22      | 3     |
| 14  | 25 | Alex Baldolini      | Caretta Technology Race Dept | I.C.P.       | 26   | +26.023   | 28      | 2     |
| 15  | 71 | Claudio Corti       | Forward Racing               | Suter        | 26   | +28.765   | 13      | 1     |
| 16  | 6  | Alex Debón          | Aeroport de Castello - Ajo   | FTR          | 26   | +32.240   | 3       |       |
| 17  | 59 | Niccolò Canepa      | RSM Team Scot                | Force GP210  | 26   | +33.607   | 18      |       |
| 18  | 41 | Arne Tode           | Racing Team Germany          | Suter        | 26   | +34.789   | 26      |       |
| 19  | 12 | Thomas Lüthi        | Interwetten Moriwaki         | Moriwaki     | 26   | +43.180   | 17      |       |
| 20  | 63 | Mike Di Meglio      | Mapfre Aspar                 | Suter        | 26   | +43.522   | 29      |       |
| 21  | 61 | Vladimir Ivanov     | Gresini Racing               | Moriwaki     | 26   | +47.761   | 34      |       |
| 22  | 53 | Valentin Debise     | WTR San Marino               | ADV          | 26   | +51.571   | 38      |       |
| 23  | 39 | Robertino Pietri    | Italtrans S.T.R.             | Suter        | 26   | +59.692   | 33      |       |
| 24  | 5  | Joan Olivé          | Jack & Jones by A.Banderas   | Promoharris  | 26   | +59.939   | 37      |       |
| 25  | 88 | Yannick Guerra      | Holiday Gym G22              | Moriwaki     | 26   | +1:07.377 | 40      |       |
| 26  | 8  | Anthony West        | MZ Racing                    | MZ-RE Honda  | 26   | +1:16.171 | 32      |       |
| 27  | 21 | Vladimir Leonov     | Vector Kiefer Racing         | Suter        | 26   | +1:16.528 | 41      |       |
| 28  | 95 | Mashel Al Naimi     | Blusens-STX                  | BQR-Moto2    | 26   | +1:20.977 | 39      |       |
| 29  | 76 | Bernat Martínez     | Maquinza-SAG                 | Bimota       | 26   | +1:22.982 | 36      |       |
| 30  | 77 | Dominique Aegerter  | Technomag-CIP                | Suter        | 24   | +2 giri   | 30      |       |

### Ritirati
| Nº | Pilota           | Squadra                    | Motocicletta | Giri | Griglia |
| -- | ---------------- | -------------------------- | ------------ | ---- | ------- |
| 55 | Héctor Faubel    | Marc VDS Racing            | Suter        | 16   | 27      |
| 75 | Mattia Pasini    | JIR Moto2                  | MotoBi       | 7    | 31      |
| 48 | Shōya Tomizawa   | Technomag-CIP              | Suter        | 7    | 15      |
| 16 | Jules Cluzel     | Forward Racing             | Suter        | 6    | 4       |
| 19 | Xavier Siméon    | Holiday Gym Racing         | Moriwaki     | 6    | 11      |
| 15 | Alex De Angelis  | RSM Team Scot              | Force GP210  | 6    | 16      |
| 35 | Raffaele De Rosa | Tech 3 Racing              | Tech 3       | 5    | 20      |
| 80 | Axel Pons        | Tenerife 40 Pons           | Pons Kalex   | 5    | 23      |
| 9  | Kenny Noyes      | Jack & Jones by A.Banderas | Promoharris  | 4    | 1       |
| 72 | Yūki Takahashi   | Tech 3 Racing              | Tech 3       | 4    | 2       |
| 17 | Karel Abraham    | Cardion AB Motoracing      | FTR          | 1    | 25      |

## Classe 125
Per quel che concerne le variazioni sulla lista dei partecipanti: Luis Salom prende il posto di Quentin Jacquet al team Stipa-Molenaar Racing GP, proprio Salom lascia vacante il posto alla Lambretta che viene preso da Michael van der Mark. Sono invece tre le wildcard assegnate, che vanno a: Gregory Di Carlo, Kevin Szalai e Morgan Berchet, tutti su Honda.
Luca Marconi non prende parte al Gran Premio a causa di un infortunio.

### Arrivati al traguardo
| Pos | Nº | Pilota               | Squadra                       | Motocicletta | Giri | Tempo     | Griglia | Punti |
| --- | -- | -------------------- | ----------------------------- | ------------ | ---- | --------- | ------- | ----- |
| 1   | 44 | Pol Espargaró        | Tuenti Racing                 | Derbi        | 24   | 41:52.280 | 2       | 25    |
| 2   | 40 | Nicolás Terol        | Bancaja Aspar                 | Aprilia      | 24   | +0.957    | 1       | 20    |
| 3   | 93 | Marc Márquez         | Red Bull Ajo Motorsport       | Derbi        | 24   | +4.428    | 4       | 16    |
| 4   | 7  | Efrén Vázquez        | Tuenti Racing                 | Derbi        | 24   | +4.736    | 12      | 13    |
| 5   | 38 | Bradley Smith        | Bancaja Aspar                 | Aprilia      | 24   | +5.143    | 5       | 11    |
| 6   | 11 | Sandro Cortese       | Avant Mitsubishi Ajo          | Derbi        | 24   | +5.847    | 3       | 10    |
| 7   | 12 | Esteve Rabat         | Blusens-STX                   | Aprilia      | 24   | +11.047   | 10      | 9     |
| 8   | 71 | Tomoyoshi Koyama     | Racing Team Germany           | Aprilia      | 24   | +11.165   | 6       | 8     |
| 9   | 99 | Danny Webb           | Andalucia Cajasol             | Aprilia      | 24   | +37.808   | 8       | 7     |
| 10  | 39 | Luis Salom           | Stipa-Molenaar Racing GP      | Aprilia      | 24   | +39.585   | 11      | 6     |
| 11  | 14 | Johann Zarco         | WTR San Marino                | Aprilia      | 24   | +40.519   | 9       | 5     |
| 12  | 53 | Jasper Iwema         | CBC Corse                     | Aprilia      | 24   | +40.817   | 15      | 4     |
| 13  | 94 | Jonas Folger         | Ongetta Team                  | Aprilia      | 24   | +42.149   | 13      | 3     |
| 14  | 35 | Randy Krummenacher   | Stipa-Molenaar Racing GP      | Aprilia      | 24   | +44.741   | 7       | 2     |
| 15  | 26 | Adrián Martín        | Aeroport de Castello - Ajo    | Aprilia      | 24   | +46.320   | 16      | 1     |
| 16  | 5  | Alexis Masbou        | Ongetta Team                  | Aprilia      | 24   | +46.503   | 18      |       |
| 17  | 23 | Alberto Moncayo      | Andalucia Cajasol             | Aprilia      | 24   | +46.979   | 17      |       |
| 18  | 78 | Marcel Schrötter     | Interwetten Honda             | Honda        | 24   | +59.626   | 20      |       |
| 19  | 84 | Jakub Kornfeil       | Racing Team Germany           | Aprilia      | 24   | +59.770   | 23      |       |
| 20  | 50 | Sturla Fagerhaug     | AirAsia - Sepang Int. Circuit | Aprilia      | 24   | +1:04.405 | 21      |       |
| 21  | 69 | Louis Rossi          | CBC Corse                     | Aprilia      | 24   | +1:05.731 | 22      |       |
| 22  | 60 | Michael van der Mark | Lambretta Reparto Corse       | Lambretta    | 24   | +1:28.928 | 25      |       |
| 23  | 82 | Kevin Szalai         | Equipe de France Vitesse Espo | Honda        | 24   | +1:47.143 | 28      |       |
| 24  | 81 | Gregory Di Carlo     | Equipe de France Vitesse Espo | Honda        | 23   | +1 giro   | 27      |       |
| 25  | 63 | Zulfahmi Khairuddin  | AirAsia - Sepang Int. Circuit | Aprilia      | 23   | +1 giro   | 24      |       |
| 26  | 83 | Morgan Berchet       | Xtreme Racing                 | Honda        | 23   | +1 giro   | 26      |       |

### Ritirati
| Nº | Pilota           | Squadra                 | Motocicletta | Giri | Griglia |
| -- | ---------------- | ----------------------- | ------------ | ---- | ------- |
| 72 | Marco Ravaioli   | Lambretta Reparto Corse | Lambretta    | 18   | 29      |
| 51 | Riccardo Moretti | Fontana Racing          | Aprilia      | 16   | 14      |
| 32 | Lorenzo Savadori | Matteoni CP Racing      | Aprilia      | 6    | 19      |